# Julio Monterrubio Fernández
Julio Monterrubio Fernández (El Escorial, 4 de marzo de 1953) es un artista fallero jubilado. Se inicia en el taller de Ramón Primo Ferri, en Alcira, completando su formación en la Ciudad del Artista Fallero de Valencia en los talleres de Josep Pascual Ibáñez y Josep Martínez Mollà. Planta su primera Falla gracias al artista Miguel Santaeulalia Núñez, quién lo presenta a la comisión Mendizábal de Burjasot.
En su producción artística se pueden encontrar Fallas plantadas en la sección especial de las Fallas de Valencia para Convento Jerusalén - Matemático Marzal, Plaza de Pilar, Pediatra Jorge Comín - Serra Calderona y Monestir de Poblet - A. Albiñana. Durante su carrera ha conseguido 6 primeros premios en la máxima categoría. También ha plantado en la sección especial infantil para las comisiones Espartero-G.V. Ramon y Cajal, Cuba - Buenos Aires, Ceramista Rubio-J.M. Muertas Lerma, Pediatra Jorge Comín - Serra Calderona y Duque de Gaeta - Puebla de Farnals. En 2019 recibe la insignia de plata del Gremio Artesano de Artistas Falleros de Valencia que la institución otorga a los artistas falleros jubilados.
El artista desarrolla su carrera desde su taller en la ciudad de Alcira. Es en esta localidad donde acumula una importante y destacada trayectoria artística consiguiendo el primer premio de sección especial en 1981 con "La Violència" y 1989 con "El Centenari" plantadas para la comisión Camí Nou. En los mismos ejercicios consigue el ninot indultado de las Fallas de la capital de La Ribera Alta. En cuanto a fallas infantiles se hace con el máximo galardón en 1997 con "La pintura" plantada en la demarcación de Camí Nou y en 2012 con "Cançó de bressol"  en esta ocasión para la comisión El Mercat.